# Kodžong
Kodžong (korejsky 고종, 8. září 1852 Hansŏng – 21. ledna 1919 tamtéž) byl titulární vládce Koreje v letech 1864–1907; do roku 1897 jako poslední král dynastie Čoson a pak jako první císař korejského císařství.
Králem se stal v roce 1864 po úmrtí Čcholdžonga, ale protože mu bylo teprve dvanáct let, vládl za něj do roku 1874 v roli regenta jeho otec Hŭngsŏn Däwŏngun. Ten se snažil udržet Koreu izolovanou od okolního světa, byť tradičně částečně podřízenou Číně, což už se jeho synovi nepodařilo udržet.
Slábnoucí čínská dynastie Čching, která sama krátce předtím drtivě prohrála opiové války proti západním mocnostem a byla přinucena jim otevřít své přístavy, neměla za vlády Kodžonga sílu chránit své zájmy v Koreji. Japonské císařství si pomocí moderních zbraní, které zavádělo od reforem Meidži, v roce 1876 vynutilo podepsání japonsko-korejské smlouvy o přátelství. Ta sice formálně proklamovala nezávislost Korey (smyslem bylo zdůraznit nezávislost na Číně), ale fakticky především otevírala korejské vody pro japonské lodě a tři korejské přístavy Pusan, Inčchon a Wonsan, pro japonské obchodníky, kteří navíc požívali výhody exteritoriality.
Společenské a diplomatické změny následně vedly k několika pokusům o převrat, ať už ze strany příslušníků tradičních armádních kruhů, kteří vnímali ztrátu dosavadní prestiže danou zaváděním moderních zbraní, reformních kruhů, kterým se naopak reformy zdály příliš pomalé, nebo ze strany rolníků (revoluce Tonghak). Do těchto mocenských bojů se přitom snažily zapojit i Čína a Japonsko, aby udržely svůj vliv a měly v zemi své vojáky. To nakonec vedlo po potlačení povstání Tonghak k první čínsko-japonské válce, kterou Čína opět prohrála a Japonsko tak získala Koreu na další desetiletí nezpochybnitelně pod svůj vliv.
Vliv Japonska byl tak silný, že dokonce beztrestně zavraždilo královnu Mjŏngsŏng, Kodžongovu manželku, která se jako protiváhu k japonskému vlivu snažila posílit vztahy s Ruskem. Kodžong i se svým synem, pozdějším císařem Sudžongem, se po její vraždě přibližně na rok uchýlili na ruský konzulát, a i po jeho opuštění se nechali strážit ruskými silami.
Kodžong se následně v roce 1897 prohlásil císařem, čímž formálně odmítl jakoukoliv svrchovanost především Číny.
Poté ale Japonsko vyhrálo v letech 1904–1905 rusko-japonskou válku, a Rusko ztratilo sílu obhajovat korejskou nezávislost a Portsmouthskou smlouvou uznalo japonské zájmy v Koreji. Korea se stala japonsko-korejskou protektorátní smlouvou z roku 1905 japonským protektorátem.
Když pak Kodžong poslal vyslance na druhou Haagskou mírovou konferenci, aby hájili zájmy nezávislé Koreje, přinutili jej japonští „protektoři“ abdikovat ve prospěch jeho syna Sundžonga.
Zbytek života dožil Kodžong pod dohledem japonské vlády.